# Munca prizonierilor de război în Uniunea Sovietică
Munca prizonierilor de război în Uniunea Sovietică este asociată în principal cu urmările celei de-a doua conflagrații mondiale și privește perioada 1939–1956, de la începutul primelor lagăre de prizonieri până la repatrierea ultimilor prizonieri, cei din Armata din Kwantung.
Această formă de muncă forțată a fost organizată de Direcția Generală pentru Prizonierii de Război și Internați (Главное управление по делам военнопленных и интернированных, ГУПВИ, GUPVI) a NKVD-ului. Direcția a fost fondată în 1939 (s-a numit înițial Direcția pentru prizonieri de război, Управление по делам военнопленных) prin ordinul NKVD nr. 0308 „Cu privire la organizarea lagărelor de prizonieri de război” și a avut inițial scopul gestionării problemei prizonierilor polonezi după invadarea Poloniei. Primele lagăre de prizonieri de război au fost înființate în partea europeană a Uniunii Sovietice.
Până la sfârșitul celui de-al Doilea Război Mondial, Uniunea Sovietică a adunat un număr uriaș de prizonieri de război germani, japonezi și ai din alte state ale Axei, precum și civili deportați pentru muncă, ca parte a despăgubirilor de război, în total peste 5 milioane de oameni(din care aproximativ 15% au murit în prizonierat).
Conform statisticilor oficiale sovietice, între 22 iunie 1941 și 2 septembrie 1945, prizonierii de război din Uniunea Sovietică au avut următoarea compoziție etnică (principalele state ale puterilor Axei sunt evidențiate):
| Naționalitatea                  | Numărul total de prizonieri |
| ------------------------------- | --------------------------- |
| Germani                         | 2.389.560                   |
| Japonezi                        | 639.635                     |
| Maghiari                        | 513.767                     |
| Români                          | 187.370                     |
| Austrieci                       | 156.682                     |
| Cehi și slovaci                 | 69.977                      |
| Polonezi                        | 60.280                      |
| Italieni                        | 48.957                      |
| Francezi                        | 22.120                      |
| Iugoslavi (în principal croați) | 21.822                      |
| Moldoveni                       | 14.129                      |
| Chinezi                         | 12.928                      |
| Evrei                           | 10.173                      |
| Coreeni                         | 7.785                       |
| Neerlandezi                     | 4.729                       |
| Mongoli                         | 3.608                       |
| Finlandezi                      | 2.377                       |
| Belgieni                        | 2.010                       |
| Luxemburghezi                   | 1.652                       |
| Danezi                          | 457                         |
| Spanioli                        | 452                         |
| Romi                            | 383                         |
| Norvegieni                      | 101                         |
| Suedezi                         | 72                          |

Prizonierii de război și internații au fost deținuți pe întreg teritoriul Uniunii Sovietice în 24 de lagăre de front, 72 de lagăre de tranzit, peste 500 de [[[Lagăr de muncă|lagăre de muncă]] și „lagăre speciale”, 421 de „batalioane de muncă”, 214 „spitale speciale” și 322 de lagăre pentru gestionarea repatrierii. Mulți prizonieri de război au fost folosiți pentru reconstrucția orașelor distruse de Wehrmacht în timpul războiului.
În anul 2000 a fost publicată în Rusia o colecție de documente sovietice cu privire prizonierii de război din Uniunea Sovietică cu hărți ale lagărelor de prizonieri și comentarii.